# Cormano
Cormano (Cormàn in dialetto milanese, AFI: [kurˈmãː]) è un comune italiano di 20 880 abitanti della città metropolitana di Milano in Lombardia. Il comune fa parte del territorio del Nord Milano.

## Geografia fisica

### Territorio
Il comune sorge nell'alta pianura lombarda, a 149 m s.l.m. Il territorio comunale è per la quasi totalità urbanizzato, ad eccezione della zona agricola occidentale compresa nel Parco della Balossa e di alcune aree a nord del comune a ridosso del comune di Paderno Dugnano. L'unico corso d'acqua che attraversa il territorio comunale è il fiume Seveso, che, in particolare, scorre all'interno del quartiere di Brusuglio, non lontano dal confine con Bresso.
Facente parte dell'area urbana della Grande Milano, e confinante con i comuni di Bollate, Bresso, Cusano Milanino, Milano, Novate Milanese e, appunto, Paderno Dugnano è un comune della prima cintura urbana di Milano ed è situato a circa una decina di chilometri, in linea d'aria, a nord da Piazza del Duomo di Milano.

### Clima
Secondo la classificazione climatica il comune è situato in "zona E", 2404 GR/G e dunque il limite massimo consentito per l'accensione dei riscaldamenti è di 14 ore giornaliere dal 15 ottobre al 15 aprile.
Situata nell'alta pianura padana, Cormano ha un clima di tipo continentale con inverni freddi e con molte giornate di gelo ed estati calde, umide e moderatamente piovose; in quest'ultimo periodo, in particolare, le temperature, possono superare i 30 °C e l'umidità che può raggiungere l'80%, causando il fenomeno dell'afa. Come nel resto della Grande Milano, al contrario, il fenomeno della nebbia, una volta tipico del periodo autunnale e invernale, sta diventando via via sempre meno frequente.

## Storia
Cormano era una località agricola di antica origine. Da Cormano, in epoca romana, passava la via Mediolanum-Bellasium, strada romana che metteva in comunicazione Mediolanum (Milano) con Bellasium (Bellagio).
Alla fine del XVII secolo Giovanni Paolo Besozzi, figlio di Giovanni Agostino, fu investito del feudo di Cormano con Ospitaletto nella Pieve di Bruzzano poi venne creato conte in data 8 gennaio 1675.
Nell'ambito della suddivisione del territorio milanese in pievi, apparteneva alla pieve di Bruzzano. In età napoleonica, anno 1809, Cormano divenne frazione di Bresso, aggregata due anni dopo a Bruzzano. Tutti i centri recuperarono l'autonomia con la costituzione del Regno Lombardo-Veneto, anno 1816.
Nel 1871 a Cormano venne aggregato il soppresso comune di Brusuglio. Cormano ha conosciuto un intensissimo sviluppo demografico ed edilizio negli anni cinquanta e sessanta del XX secolo, fino a formare una conurbazione con i comuni limitrofi e con la città di Milano.

### Simboli
Lo stemma comunale, concesso insieme al gonfalone con il decreto del presidente della Repubblica del 16 marzo 1956, è blasonato:
Il Comune invece utilizza uno scudo partito con il capo d'argento (o troncato semipartito), variando la posizione delle figure rispetto alla concessione ufficiale.
La figura del manzo è ripresa dallo stemma della famiglia Manzoni e ricorda la presenza sul territorio di Villa Manzoni, dimora del grande scrittore, già appartenuta a Carlo Imbonati. L'aquila deriva, con una variante di smalto, dallo stemma della famiglia Besozzi, prima feudataria di Cormano dal 1674 (di rosso, all'aquila coronata d'oro). Una moneta romana d'argento ricorda i ritrovamenti archeologici avvenuti nel territorio comunale.
Il gonfalone è un drappo partito di rosso e di azzurro.

## Monumenti e luoghi d'interesse

### Architetture religiose
- Chiesa di San Vincenzo diacono e martire (fraz. Brusuglio)
- Chiesa del Santissimo Salvatore (Cormano)
- Chiesa del Buon Pastore (fraz. Ospitaletto)
- Chiesa di San Cristoforo (fraz. Ospitaletto)
- Chiesa Sacro Cuore di Gesù (fraz. Molinazzo)

### Architetture civili

#### Le ville
- Villa Gioiosa (fraz. Ospitaletto)
- Villa Manzoni Berlingieri in frazione Brusuglio. È una residenza privata. Non è visitabile al suo interno, ma solamente il parco durante l'Ottobre Manzoniano, in un solo giorno con ingresso su prenotazione e con posti limitati.

#### La Corte Bianca
La "Corte Bianca" è un'abitazione gentilizia situata in Cormano in via Roma. Era stata di proprietà dei conti Biumi dal '700 fino a tutto il periodo austriaco.
Intorno 1820 l'avvocato Defendente Sommaruga comprò tutte le proprietà a Cormano dei fratelli Biumi,  compresa quindi la Corte Bianca.
Davide Sommaruga, figlio del predetto Defendente e Sindaco di Cormano fino alla morte avvenuta nel 1873, nella casa gentilizia di sua proprietà, la Corte Bianca, insediò il municipio.
In seguito la Corte Bianca divenne proprietà dei Clerici e da questi, all'inizio del Novecento, passò al Cav. Vincenzo Aliprandi (Cusano 1850 - 1930), sindaco di Cusano sul Seveso dal 1887 al 1905.

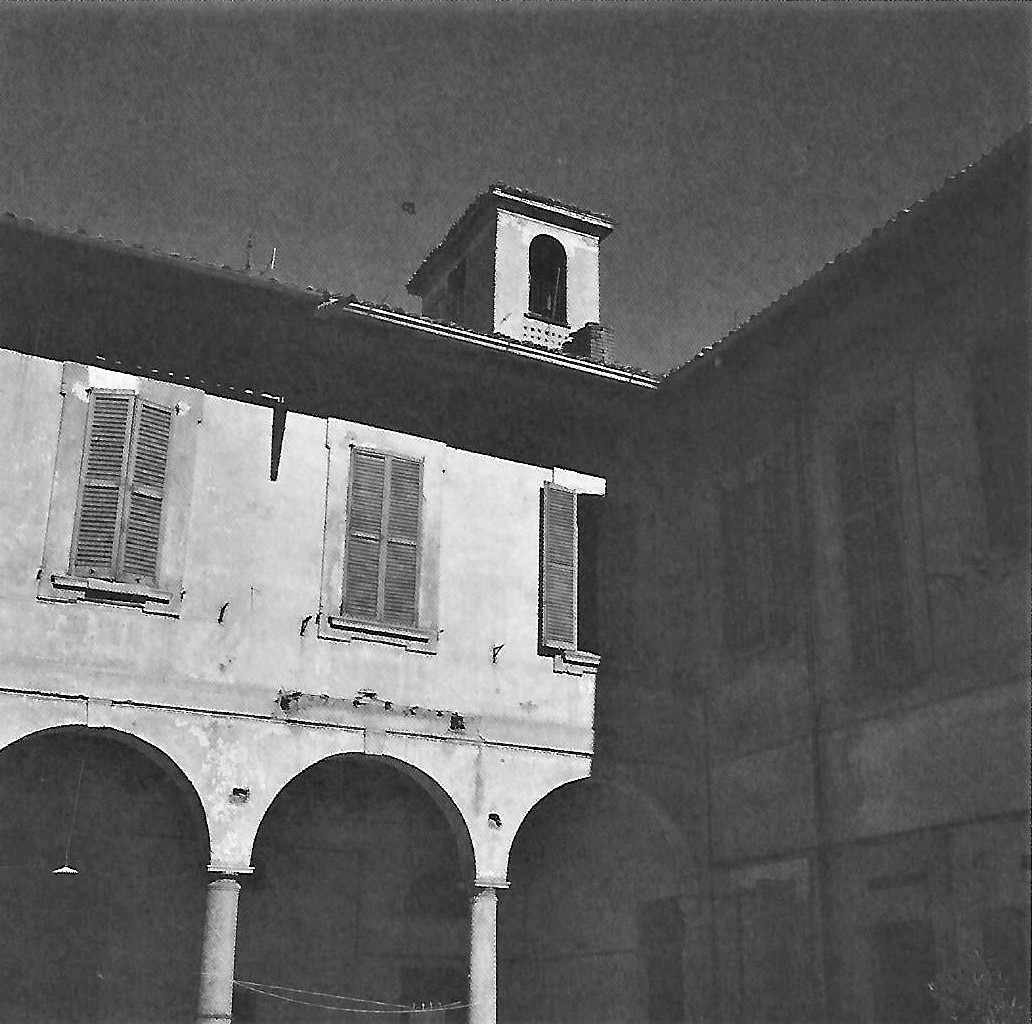
La Corte Bianca
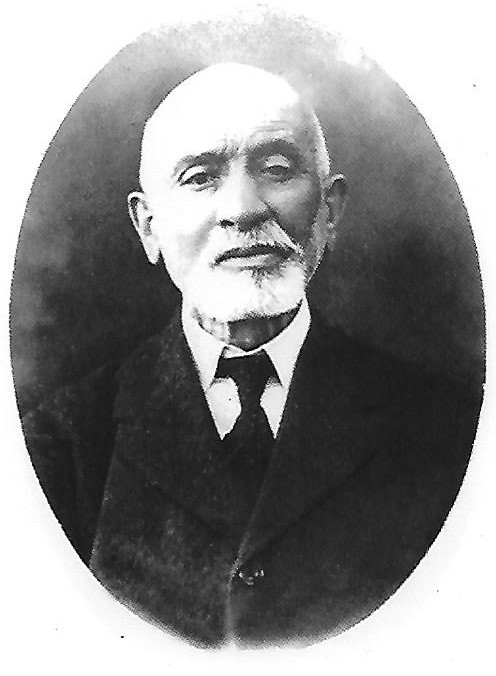
Il Cav. Vincenzo Aliprandi (Cusano 1850 - 1930), Sindaco di Cusano sul Seveso dal 1887 al 1905 e proprietario a Cormano della Corte Bianca
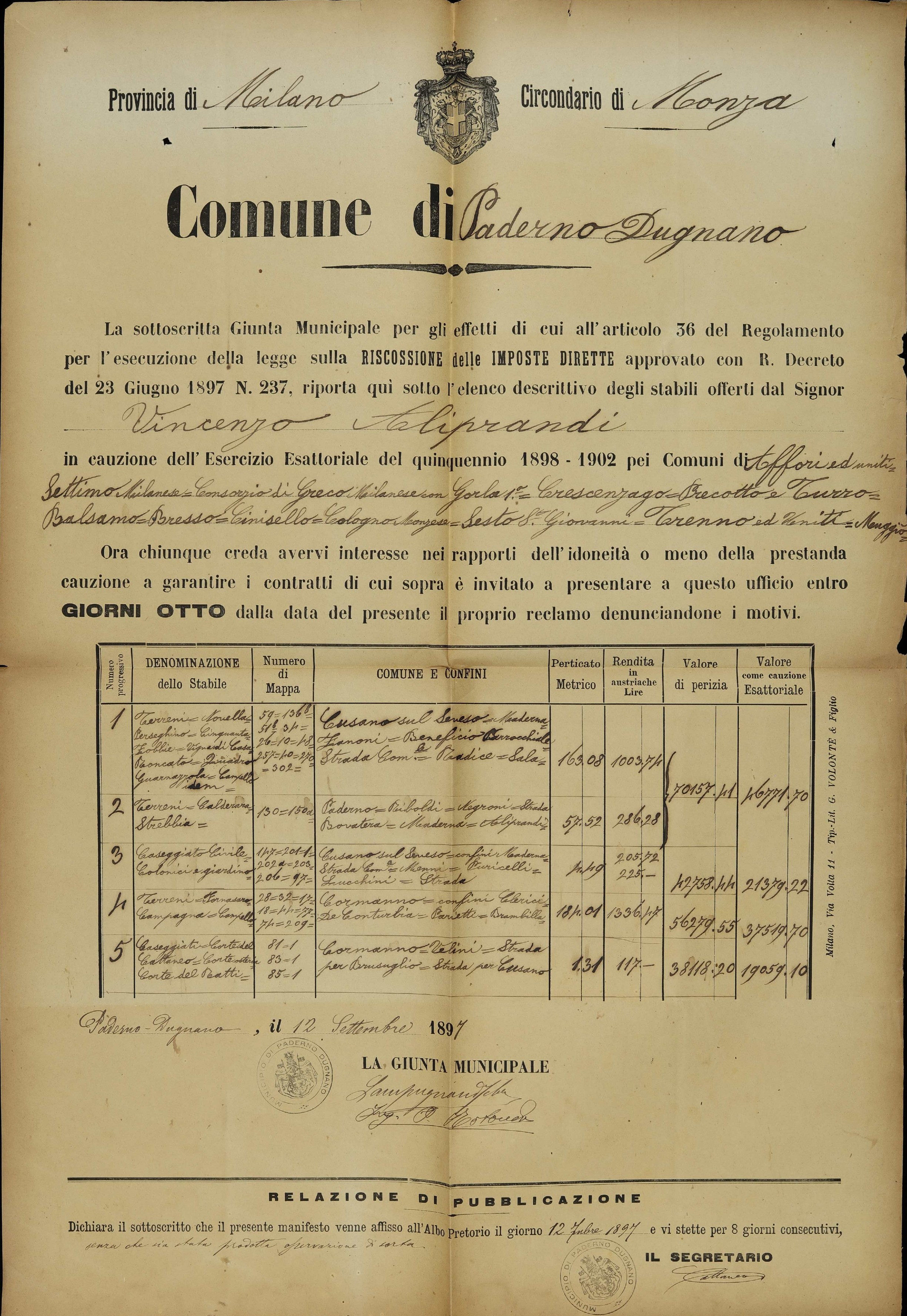
Manifesto del 1897 che riporta gli immobili a Cormano offerti in cauzione dal Cav. Vincenzo Aliprandi per l'esercizio esattoriale

### Aree naturali
- Parco Nord Milano
- Parco della Balossa
- Parco dell'Acqua
- Parco della Villa Gioiosa

## Società

### Evoluzione demografica
- 464 nel 1751
- 622 nel 1771
- 658 nel 1805
- annessione a Bresso nel 1809
- annessione a Bruzzano nel 1811
- 1 176 nel 1853
- 1 406 nel 1861
- 1 905 dopo annessione di Brusuglio nel 1871

Abitanti censiti

### Etnie e minoranze straniere
Secondo le statistiche ISTAT al 1º gennaio 2019 la popolazione straniera residente nel comune era di 2 101 persone, pari al 10% della popolazione.
Le nazionalità maggiormente rappresentate in base alla loro percentuale sul totale della popolazione residente erano:
- Romania 365
- Egitto 281
- Albania 196
- Ecuador 183
- Cina 110
- Moldavia 101
- Ucraina 101
- Filippine 63
- Marocco 61
- Perù 61

Al 31 dicembre 2023 la popolazione straniera è di 2.767 persone, pari al 13,26% della popolazione.

## Cultura

### Istruzione

#### Biblioteche
Il sistema bibliotecario del comune metropolitano aderisce al Consorzio Sistema Bibliotecario Nord-Ovest. In città sono presenti due biblioteche e un punto prestiti:
- Biblioteca Civica Paolo Volontè;
- Biblioteca Civica dei Ragazzi, aperta nel 2010 all'interno del Bì, La fabbrica del gioco e delle arti[20];
- PuntoPrestito Brusuglio, aperto nel 2019 a Brusuglio, presso la sede della Croce Rossa Comitato Nord Milanese.

#### Scuole
Il sistema scolastico di Cormano si divide in due comprensori che raggruppano e amministrano due scuole dell'infanzia, tre scuole primarie e due scuole secondarie di primo grado statali. A queste si aggiungono quattro scuole dell'infanzia paritarie.

#### Musei
- Museo delle comunicazioni

## Geografia antropica

### Frazioni
Il territorio comprende i nuclei abitati di Cormano centro, Brusuglio, Fornasè, Molinazzo e Ospitaletto.

## Infrastrutture e trasporti

### Strade
Cormano è servita da una fitta rete stradale.
A sud del centro abitato, al confine con il territorio comunale di Milano, è presente l'uscita Cormano dell'autostrada A4 Torino – Venezia, che in tale punto incrocia la superstrada SPexSS35 Milano – Meda che serve il comune anche con un secondo svincolo Cormano-Cusano.
Cormano è attraversata anche dalla vecchia strada Comasina nonché da una fitta viabilità intercomunale.

### Ferrovie e tranvie
Il territorio comunale è attraversato dalla ferrovia Milano-Asso, gestita da Ferrovienord. È presente una fermata ferroviaria, denominata stazione di Cormano-Cusano Milanino, servita dai treni del servizio ferroviario suburbano di Milano.
Lungo la Comasina correva la tranvia Milano-Limbiate, tranvia interurbana costruita nel 1882, elettrificata negli anni 1910 e riorganizzata negli anni 1960; il servizio tranviario sulla linea è cessato nel 2022.
Nell'aprile 2023 sono stati avviati i lavori di costruzione della tranvia Milano-Seregno, che attraverserà la porzione orientale del territorio comunale di Cormano.

### Mobilità urbana
I trasporti urbani vengono svolti con autoservizi di linea gestiti da ATM, il collegamento tra Milano, Cormano e Cantù è invece gestito da AirPullman.

## Amministrazione
| Periodo | Periodo   | Primo cittadino            | Partito        | Carica  | Note |
| ------- | --------- | -------------------------- | -------------- | ------- | ---- |
| 1980    | 1995      | Pasquale Riitano           | PCI/PDS        | Sindaco |      |
| 1995    | 2004      | Francesco Maria Boselli    | centrosinistra | Sindaco |      |
| 2004    | 2014      | Roberto Cornelli           | centrosinistra | Sindaco |      |
| 2014    | 2019      | Tatiana Cocca              | centrosinistra | Sindaco |      |
| 2019    | 2024      | Luigi Gianantonio Magistro | centrodestra   | Sindaco |      |
| 2024    | In carica | Luigi Gianantonio Magistro | centrodestra   | Sindaco |      |